# District de Mahanoro
Le district de Mahanoro est un district malgache situé dans la région d'Atsinanana à l'est du pays, dans la province de Tamatave.
Le district est constitué de onze communes rurales et urbaines.
Marché quotidien.
Village composé de petits bungalows.
Bordure de mer.

## Démographie
| 1993    | 2000    | 2005    | 2007    |
| ------- | ------- | ------- | ------- |
| 163 233 | 205 331 | 241 005 | 257 174 |